# Délibáb
Délibáb é o nono álbum do cantor, compositor e escritor brasileiro Vítor Ramil. O álbum é composto por seis músicas em português e seis músicas em espanhol, que são milongas que Vitor Ramil compôs para poemas do poeta e escritor argentino Jorge Luis Borges e o poeta gaúcho João da Cunha Vargas. O álbum vem com um DVD bônus, intitulado "Délibáb documental", que mostra um documentário de 70 minutos sobre o processo de gravação do disco e mais dois videoclipes: "Querência" e "Milonga de Manuel Flores".
O álbum ainda conta com a participação especial de Caetano Veloso na faixa "Milonga de los Morenos"
Sobre o nome deste trabalho, cujo significado é “miragem” ou, mais precisamente, "ilusão ao meio-dia" (um fenômeno no ar que acontece quando se faz muito calor), vem do húngaro "déli" (do meio-dia) mais "báb" (de bába: ilusão). Segundo o próprio Ramil "O délibáb é um fenômeno extraordinário da planície húngara, tão semelhante às planícies do sul do nosso continente. Único em seu gênero, este tipo de espelhismo transporta paisagens muito distantes a horizontes quase deserticos, reproduzindo ante os olhos maravilhados do observador, em dias de calor, o desenvolvimento de cenas distantes."

## CD
- Todas as músicas compostas por Vitor Ramil

1. "Milonga de Albornoz" (Jorge Luis Borges)
2. "Chimarrão" (João da Cunha Vargas)
3. "Milonga de los Morenos" (Jorge Luis Borges)
4. "Mango" (João da Cunha Vargas)
5. "Milonga de dos Hermanos" (Jorge Luis Borges)
6. "Tapera" (João da Cunha Vargas)
7. "Um Cuchillo en el Norte" (Jorge Luis Borges)
8. "Deixando o Pago" (João da Cunha Vargas)
9. "Milonga de Manuel Flores" (Jorge Luis Borges)
10. "Pé de Espora" (João da Cunha Vargas)
11. "Milonga para los Orientales" (Jorge Luis Borges)
12. "Pingo à Soga" (João da Cunha Vargas)

## DVD bônus
1. "Délibáb documental" (documentário sobre o processo de gravação do disco "Délibáb") (aprox. 70 mins.)
2. "Milonga de Manuel Flores" (videoclipe)
3. "Querência" (videoclipe)

## Músicos
- Vitor Ramil - violão de aço, voz
- Carlos Moscardini - violão de nylon
- Caetano Veloso (participação especial) - voz na faixa 3.

## Prêmios e indicações

### Prêmio Açorianos
| Ano  | Categoria    | Indicação | Resultado |
| ---- | ------------ | --------- | --------- |
| 2010 | Disco de MPB | Délibáb   | Venceu    |
| 2010 | DVD do Ano   | Délibáb   | Venceu    |